# شياو هوا
شياو هوا (بالصينية: 萧华) هو سياسي صيني، ولد في 1916 في Xingguo County ‏ في الصين، وتوفي في 12 أغسطس 1985 في بكين في الصين. نشط حزبياً في الحزب الشيوعي الصيني. وقد انتخب عضو في اللجنة الوطنية لجمهورية الصين الشعبية خلال فترته النيابية ‏ وانتخب Vice Chairperson of the Chinese People's Political Consultative Conference ‏.